# الديغاش (ذي ناعم)

تعديل مصدري - تعديل

الديغاش هي إحدى قرى عزلة المنقطع بمديرية ذي ناعم التابعة لمحافظة البيضاء، بلغ تعداد سكانها 447 نسمة حسب تعداد اليمن لعام 2004.